# Klasztor św. Tekli w Maluli
Klasztor św. Tekli – prawosławny klasztor w Maluli, położony około 50 km na północ od Damaszku (w Syrii).
Wzniesiony został nad grobem św. Tekli. Obecne zabudowania powstały zapewne w XVIII wieku.
Na przełomie listopada i grudnia 2013 r. został splądrowany klasztor, z którego uprowadzono 12 zakonnic. Zostały one uwolnione podczas wymiany 9 marca 2014 r.

## Architektura
Klasztor wybudowano na skalistych stokach górskich. Na jego dziedzińcu znajduje się niewielki, zwieńczony kopułą kościół.